# Hadruroides udvardyi
Espèce
Hadruroides udvardyi est une espèce de scorpions de la famille des Caraboctonidae.

## Distribution
Cette espèce est endémique d'Équateur. Elle se rencontre dans les provinces d'Azuay et de Loja au dessus de 2 000 m d'altitude.

## Étymologie
Cette espèce est nommée en l'honneur de Miklos Udvardy.

## Publication originale
- Lourenço, 1995 : Les scorpions (Chelicerata, Scorpiones) de l’Équateur avec quelques considérations sur la biogéographie et la diversité des espèces. Revue Suisse de Zoologie, vol. 102, no 1, p. 61–88 (texte intégral).